# Batman: Arkham City
Batman: Arkham City è un videogioco action-adventure sviluppato dal Rocksteady Studios, pubblicato dalla Warner Bros. Interactive Entertainment e DC Entertainment e basato sul supereroe dei fumetti della DC Comics, Batman.
Si tratta del secondo capitolo della trilogia principale della saga videoludica di Batman: Arkham. Venne pubblicato il 18 ottobre 2011 in Nord America, il 19 ottobre 2011 in Australia, il 21 ottobre 2011 in Europa e il 23 novembre 2011 in Giappone, per le piattaforme PlayStation 3 e Xbox 360; il 22 novembre 2011 in Nord America, il 23 novembre 2011 in Australia e il 25 novembre 2011 in Europa per Microsoft Windows; il 18 novembre 2012 in Nord America e il 30 in Europa per Wii U; il 13 dicembre 2012 in tutto il mondo per macOS; infine il 21 ottobre in tutto il mondo per PlayStation 4 e Xbox One.
Alla scrittura c'è ancora Paul Dini, già ideatore del primo capitolo, a cui si aggiungono Paul Crocker e Sefton Hill. I protagonisti del gioco, Kevin Conroy e Mark Hamill, riprendono i loro ruoli rispettivamente come Batman e Joker. Il gameplay riprende di base le dinamiche del primo capitolo e si sofferma soprattutto sul combattimento di Batman e sulle sue abilità stealth, di detective e sui vari gadget che possono essere utilizzati sia in combattimento che nell'esplorazione. A differenza di Arkham Asylum che era ambientato nell'omonimo manicomio e sull'isola di quest'ultimo, in Arkham City è possibile esplorare i bassifondi di Gotham City, trasformati in superprigione, permettendo al giocatore di completare anche le missioni secondarie.
Il gioco è stato accolto positivamente dalla critica, registrando un ottimo numero di vendite e figurando in svariate liste dei migliori videogiochi del 2011.
Batman: Arkham City è stato seguito diversi prodotti aggiuntivi tra cui un gioco per cellulare spin-off (Batman: Arkham City Lockdown) uscito il 7 dicembre 2011. Il 29 maggio 2012 è stata pubblicata la versione Game of the Year Edition contenente, oltre al gioco base, tutti i DLC distribuiti. Nell'ottobre 2016 è stata distribuita una versione rimasterizzata per PlayStation 4 e Xbox One.
Nell'ottobre 2013 è uscito il prequel della saga Batman: Arkham Origins mentre nel giugno 2015 è uscito Batman: Arkham Knight, ultimo capitolo della trilogia.
Metacritic ha inserito il gioco tra i migliori videogiochi del decennio 2010-2019.

## Modalità di gioco
Analogamente a Batman: Arkham Asylum, il gioco offre una modalità a giocatore singolo con visuale in terza persona e con specifiche caratteristiche di indagine poliziesca. Sebbene siano stati confermati in un primo momento degli elementi multiplayer, la Rocksteady ha annunciato successivamente di aver abbandonato l'idea di sviluppare una modalità di gioco multiplayer per potersi concentrare unicamente su quella a giocatore singolo, colonna portante dell'esperienza di gioco.
Ambientato ad Arkham City, gli sviluppatori non hanno implementato modalità di guida dei veicoli, ma le novità non mancano. Oltre al perfezionamento della grafica, delle animazioni e del già acclamato sistema di combattimento FreeFlow Combat, la natura aperta dello scenario offrirà un numero maggiore di sfide, e, per la prima volta, delle vere e proprie missioni secondarie che amplieranno la trama del gioco e l'esperienza del gameplay. Inoltre, il sistema di gioco relativo agli spostamenti è stato reso più intuitivo, per permettere al giocatore di immedesimarsi nella figura di Batman e lanciarsi tra i palazzi fatiscenti della città in modo assolutamente spettacolare. In più, il gioco introduce nuovi gadget, nuove mosse e la possibilità di interrogare alcuni dei criminali che si affrontano allo scopo di ottenere informazioni.
Sefton Hill, dei Rocksteady Studios, ha affermato che tra i miglioramenti rispetto al precedente capitolo, Arkham City risulta essere cinque volte più grande. La durata del gioco è intorno alle 20 ore, divise in 15 per la campagna principale e 5 per le missioni secondarie. È presente anche Catwoman come personaggio giocabile, sia in missioni a lei dedicate nella modalità Storia che nelle Sfide.

## Trama
Sono passati diciotto mesi dal disastro del manicomio di Arkham e il direttore Quincy Sharp, prendendosi ingiustamente parte del merito della sconfitta di Joker (scaricando la colpa dell'evasione sull'agente Aaron Cash), viene eletto sindaco di Gotham City con la promessa di avviare un progetto su larga scala ma allo stesso tempo contro ogni moralità: una parte della città è stata scelta, modificata e circondata da un muro di cinta di dimensioni imponenti per creare Arkham City, una città-prigione nella quale vige la totale anarchia (la sola e unica regola è non tentare di fuggire) e in cui verranno rinchiusi tutti i detenuti di Blackgate e i pazienti del manicomio di Arkham, per far fronte alla crisi (soprattutto pubblica) della struttura, causata dalla fuga di molti dei detenuti di Arkham durante la ribellione di Joker. L'artefice di questo progetto è il famoso psichiatra Hugo Strange, un acerrimo nemico di Batman che sembrava scomparso dalla circolazione da alcuni anni.
Durante una conferenza stampa in cui dichiara di opporsi ad Arkham City, Bruce Wayne viene arrestato dalle guardie della TYGER, una compagnia paramilitare privata agli ordini di Strange con compiti di sicurezza e sorveglianza, e portato dallo psichiatra, che lo tortura e gli rivela di essere a conoscenza della sua doppia identità prima di lasciarlo alla popolazione criminale della prigione. Mentre Strange prepara l'inizio di un piano misterioso che chiama "Protocollo 10", Bruce sfugge al Pinguino e ottiene la sua tuta e l'attrezzatura tramite un lancio aereo a distanza da parte di Alfred, divenendo Batman. Per prima cosa il vigilante cerca di ottenere delle possibili informazioni sul Protocollo 10 da Catwoman, salvandola dall'essere giustiziata da Due Facce, il quale voleva vendicarsi di lei per averlo derubato e ucciderla per farsi temere e quindi rispettare dagli altri criminali, in quanto si contende il dominio della prigione con Joker e il Pinguino. Salvata Selina anche da un attentato da parte di Joker con un fucile da cecchino, Batman rintraccia la posizione dello sparo nella chiesa, dove viene affrontato da Harley Quinn e scopre che quest'ultima ha fatto rapire una dottoressa per curare Joker, che sembra essere molto malato. Successivamente si dirige verso il suo covo nell'acciaieria Sionis, credendo che Joker conoscesse la verità dietro al Protocollo 10.
Tuttavia, nonostante riesca a trarre in salvo la dottoressa, Batman viene catturato da Joker ed Harley, scoprendo che le proprietà instabili della formula Titan che il clown si era iniettato durante lo scontro sul tetto del manicomio stanno mutando nel suo sangue, uccidendolo lentamente, sicché Joker gli fa una trasfusione di sangue, infettandolo con la stessa malattia letale e gli rivela che anche in tutti gli ospedali di Gotham sono state inviate delle sacche con il suo sangue infetto, di fatto obbligando Batman a cercare una cura per entrambi. In una corsa disperata contro il tempo per salvare lui stesso e gli abitanti della città, mentre Oracle, insieme ad Alfred, lo aiuta tramite collegamento radio e coordina la situazione a Gotham, Batman cerca Mr. Freeze, che stava lavorando ad una cura per conto di Joker ma è stato rapito dal Pinguino mentre lavorava presso il vecchio commissariato. Dopo aver rintracciato il Pinguino presso il Museo di Storia Naturale, Batman sconfigge i suoi uomini, il suo mostro imprigionato Solomon Grundy, e infine lo stesso Pinguino, prima di liberare Mr. Freeze.
Freeze informa Batman di non aver avuto problemi nel trovare una cura, ma essa è inutile per via della sua instabilità. Batman deduce allora che le proprietà ristorative del sangue di Ra's al Ghul possono completare la cura e segue una dei suoi assassini fino alla sua tana sotterranea presso Wonder City, una vecchia fiera del futuro di Gotham. Sulla via, Batman si imbatte in Robin e gli comunica di rintracciare il sangue di Joker per minimizzare i danni. Raggiunta la Lega degli assassini, Batman è accolto da Talia, sua ex-amante, alla quale mente di voler entrare a far parte della lega, così da incontrare Ra's. Superate le sfide di Ra's, tra cui bere un po' delle acque del Pozzo di Lazzaro che rallentano gli effetti del sangue avvelenato, Ra's gli offre di fargli da successore alla sua campagna per purificare il mondo, essendo lui troppo vecchio per poter continuare a usare indenne il Pozzo di Lazzaro e mantenere la vita eterna, ma Batman si rifiuta e poi preleva il suo sangue, intimandogli allora di prendere questa sua condizione a esempio e cessare la sua missione. Con il sangue di Ra's al Ghul, Freeze riesce velocemente a sviluppare una cura efficace, ma la nega a Batman obbligandolo ad aiutarlo a cercare sua moglie Nora, ostaggio di Joker. I due lottano e infine Batman riesce a prevalere con l'astuzia, ma Harley, approfittando del loro litigio, entra nella centrale di nascosto, ruba l'ultima fiala di antidoto, torna all'acciaieria e la consegna a Joker. Freeze allora chiede l'aiuto di Batman in pace e l'eroe si offre di rintracciare sua moglie, aiutandolo a trovarla. Quando in seguito Batman ritrova Joker, scopre che la sua salute è migliorata nonostante Harley venga ritrovata legata e imbavagliata.
Mentre i due combattono nell'acciaieria, Strange attiva il Protocollo 10, che si rivela essere un piano per spazzare via l'intera popolazione di Arkham City e quindi uccidere tutti i criminali e la feccia di Gotham, oltre ad alcuni prigionieri politici, prevalentemente ex collaboratori di Strange. Le truppe TYGER cominciano ad attaccare i detenuti nelle strade lanciando missili con degli elicotteri, che vengono sparati anche dalla Wonder Tower, il centro operativo di Strange. Un missile colpisce l'acciaieria, intrappolando Batman sotto le macerie. Prima che Joker possa approfittare della situazione per uccidere il Cavaliere oscuro, Talia interviene e per salvare la vita a Batman offre al clown il posto di leader della lega e quindi l'uso al Pozzo di Lazzaro, ma prima di andarsene attiva segretamente un segnalatore che porta addosso, in modo da farsi rintracciare. Nel frattempo, Catwoman ottiene non senza difficoltà un aiuto da parte di Poison Ivy per penetrare nel caveau di Strange e derubarlo ma, venendo a sapere che Batman è in pericolo nell'acciaieria, decide di andare a salvarlo. Dopo essere fuggito con l'aiuto di Catwoman, un esitante Batman viene convinto da Alfred a porre fine al Protocollo 10 prima di inseguire Talia e Joker.
Batman si intrufola nel ponte di osservazione della Wonder Tower e combatte Strange, riuscendo a prevalere e a disattivare il Protocollo 10. Qui scopre che è Ra's la vera mente dietro Arkham City, in quanto faceva parte del suo storico piano di purificare la società, e per questo aveva finanziato la campagna elettorale di Sharp, che fu così spinto tramite le tecniche ipnotiche del Cappellaio Matto ad avallare il progetto e mettere Strange a capo della struttura. È proprio un deluso Ra's a ferire a morte Strange per aver fallito nell'uccidere Batman. Con il suo ultimo respiro, lo psichiatra attiva il "Protocollo 11", causando l'autodistruzione della Wonder Tower. Batman e Ra's si lanciano dalla torre per sfuggire all'esplosione, ma Ra's si uccide durante la caduta, tentando di trafiggere anche lo stesso Batman. Atterrato incolume, Batman riceve una videochiamata da Joker, che minaccia di uccidere Talia a meno che non lo incontri al cinema Monarch. Qui Joker esige da Batman la cura, segno che non l'abbia presa, ma viene trafitto e apparentemente ucciso da Talia con la sua spada mentre era distratto. Talia ammette di aver rubato la cura da Quinn per salvare Bruce, ma è allora che Batman mette insieme i pezzi: Joker è ancora malato e ha assunto un doppione per ingannarlo. Infatti, Talia viene subito uccisa da un colpo di pistola dal vero Joker.
Il Joker che Talia aveva ucciso si rianima nel mutaforma Clayface, che si era finto il clown fin dal momento che era riapparso come guarito. Batman sconfigge Clayface nonostante Joker faccia saltare il pavimento del teatro, per poi bere una porzione della cura e distruggere il pozzo di Lazzaro di Ra's. A quel punto Batman realizza di trovarsi di fronte ad un dilemma etico, perché curando il suo nemico resterebbe fedele ai propri principi, ma sa anche che Joker non cambierà mai e, appena possibile, farà soffrire altre persone. Prima di poter decidere, però, Joker lo attacca alle spalle facendogli cadere la fiala, che va in frantumi spargendo in terra la restante parte del composto. Per il Clown Principe del Crimine è finita, quindi Batman, integro fino alla fine ma per nulla felice di tale epilogo, gli rivela che, nonostante tutto quello Joker ha fatto, lui lo avrebbe comunque salvato: riconoscendo l'ironia della situazione, Joker esala la sua ultima risata. Infine, Batman porta il suo corpo fuori da Arkham City. Quando il commissario Gordon gli chiede cosa è successo, Batman lascia il corpo della sua più grande nemesi sul cofano di un'auto della polizia e si allontana in silenzio.
Durante i titoli di coda si sente un messaggio arrivato a Batman in segreteria tre ore prima della fine di tutto: è Joker che gli dedica la canzone Only You (And You Alone), mentre più avanti si sente Harley che canta una ninna nanna.

### Missioni secondarie
La trama principale di Batman: Arkham City viene completata da dodici missioni secondarie accessibili nel gioco; di queste, solo otto arricchiscono ed espandono la narrazione del gioco principale, orbitando attorno alle figure di alcuni famosi villain della serie.
Nel dopo gioco, Catwoman deve recuperare il suo bottino rubato da Due Facce, mentre Batman torna per concludere il resto delle missioni.

### Batman: Arkham City - La vendetta di Harley Quinn
Il 30 maggio 2012 è stata pubblicata come contenuto scaricabile un'espansione del videogioco intitolata Batman: Arkham City - La vendetta di Harley Quinn. La vicenda segue gli eventi della trama principale, racconta la vendetta che Harley Quinn sta preparando nei confronti di Batman e funge da sequel.

#### Trama
Due settimane dopo la morte di Joker, Harley Quinn, devastata dalla morte del suo amante, fugge e ritorna ad Arkham City con gli scagnozzi rimasti a lei fedeli e rapisce un gruppo di agenti di polizia. Batman è chiamato ad intervenire, ma si ritrova in una trappola di Quinn che lo mette K.O. mentre tentava di salvare un agente. Dopo due giorni Oracle, preoccupata per il silenzio radio di Batman, invia Robin (Tim Drake) ad investigare. Questi trova Bruce imprigionato in una sfera di vetro la cui riserva di ossigeno si sta lentamente esaurendo; Tim recupera quindi la chiave di apertura della gabbia custodita da Harley, mettendola fuori gioco. Ma la sua vendetta non è ancora finita. Nell'edificio ci sono delle bombe disseminate ovunque ed i poliziotti sono ancora lì, legati da qualche parte. Mentre Robin salva gli agenti Batman disinnesca le bombe, ma Harley ne aveva nascosta una e, dopo essersi liberata, intende farsi saltare in aria insieme ai suoi nemici. Batman fugge all'ultimo trascinandosi dietro Harley, la quale, approfittando della distrazione di Bruce, che teme che Robin sia morto nell'esplosione, tenta di ucciderlo alle spalle. Tim però è vivo e salva Bruce; questi, mentre Harley viene portata via, se ne va quasi senza dire una parola, lasciando Robin e Gordon preoccupati per il suo atteggiamento più cupo e scostante del solito.

## Personaggi
Eroi e Alleati
- Bruce Wayne/Batman: viene rinchiuso ad Arkham City durante una conferenza stampa tenuta come Bruce Wayne. Wayne, liberatosi dal Pinguino, procederà a vestire i panni di Batman e ad indagare sul "Protocollo 10", un certo piano d'azione citato dal professor Hugo Strange. Doppiatore: Kevin Conroy (inglese), Marco Balzarotti (italiano).
- Selina Kyle/Catwoman: Inizialmente catturata da Due Facce, aiuterà Batman a salvarsi dalle macerie dell'acciaieria e dovrà vendicarsi ai danni di Dent. Doppiatrice: Grey DeLisle (inglese), Cinzia Massironi (italiano).
- Tim Drake/Robin: Salverà Batman dalla Lega degli assassini e controllerà il livello di infezione negli ospedali di Gotham. Doppiatore: Troy Baker (inglese), Davide Albano (italiano).
- Dick Grayson/Nightwing: Giocabile solo in modalità sfida. Doppiatore: Quinton Flynn (accreditato, anche senza nessun dialogo) e Troy Baker (grugniti emessi quando subisce danni, stessi di Robin).
- Barbara Gordon/Oracle: Hacker professionista e figlia del commissario Gordon, aiuterà Batman tramite comunicazione radio. Doppiatrice: Kimberly Brooks (inglese), Debora Magnaghi (italiano).
- Alfred Pennyworth: insieme a Oracolo comunicherà con Batman tramite radio. Doppiatore: Martin Jarvis (inglese), Cesare Rasini (italiano).
- Talia al Ghul: Ex amante di Batman, lo guiderà alle "Prove del demone" e baratterà con Joker in cambio della salvezza del suo amato. Doppiatrice: Stana Katic (inglese), Cinzia Massironi (italiano).
- Bane: Entrerà ad Arkham City formando un'alleanza temporanea con il Cavaliere Oscuro per distruggere 12 contenitori di Titan (unica scorta rimanente dagli eventi del manicomio) sparsi per tutta la mega-prigione, ma il suo vero piano e invece di tenerselo. Doppiatore: Fred Tatasciore (inglese), Luca Ghignone (italiano).
- Mr. Freeze: Unico in grado di creare una cura al morbo del clown, verrà rapito e privato del suo equipaggiamento dal Pinguino e poi combatterà Batman (pretendendo prima la salvezza di sua moglie Nora, rapita da Strange e data a Joker) congelando l'ambiente circostante e di conseguenza limitando le mosse per attaccarlo. Doppiatore: Maurice LaMarche (inglese), Gianni Quillico (Italiano).
- Poison Ivy: Aiuterà Catwoman nonostante le loro liti precedenti pretendendo che lei salvi un'orchidea sequestrata da Strange (il giocatore potrà scegliere se ignorarla o distruggerla). Doppiatrice: Tasia Valenza (inglese), Patrizia Scianca (italiano).

Antagonisti:
- Hugo Strange: Ex psichiatra dell'Arkham Asylum dalla personalità amorale e sadica e dalla mentalità manipolatrice, è il direttore della mega-prigione mostrando anche di essere a conoscenza del segreto dell'identità di Bruce Wayne. Doppiatore: Corey Burton (inglese), Marco Pagani (Italiano).
- Joker: Malato gravemente a causa dell'iniezione di Titan, infetterà gli ospedali di Gotham e Batman con un tranello, costringendo quest'ultimo a cercare una cura per entrambi. Doppiatore: Mark Hamill (Inglese), Riccardo Peroni (italiano).
- Harley Quinn: Spalla e amante di Joker, tenterà di vendicarlo dai medici che non sono stati in grado di curarlo, e poi da Batman e Robin nel DLC La vendetta di Harley Quinn, ricoprendo il ruolo di antagonista principale. Doppiatrice: Tara Strong (Inglese), Marcella Silvestri (italiano).
- Due Facce: Antagonista principale per Catwoman, tenterà prima di giustiziarla (venendo puntualmente fermato da Batman) e poi derubandola dei suoi averi impossessandosi del museo. Doppiatore: Troy Baker (Inglese), Luca Ghignone (Italiano).
- Pinguino: Tenterà una "vendetta vecchio stile" verso Bruce Wayne e poi si impadronirà del museo (per saziare la sua fame da collezionista) rapendo Mr. Freeze per far sì che il Joker muoia. Doppiatore: Nolan North (Inglese), Oliviero Corbetta (italiano).
- Solomon Grundy: Cadavere maledetto di Cyrus Gold, agirà come bruto del Pinguino e verrà scatenato da quest'ultimo contro Batman. Doppiatore: Fred Tatasciore (inglese), Oliviero Corbetta (italiano).
- Ra's al Ghul: Batman dovrà recarsi da lui per un prelievo di sangue contenente l'enzima necessario per la cura di Freeze e, dopo essere ringiovanito con il pozzo di Lazzaro per scontrarsi con Bruce, comparirà come vera mente diabolica dietro tutta Arkham City. Doppiatore: Dee Bradley Baker (Inglese), Lorenzo Scattorin (italiano).
- Victor Zsasz: Antagonista principale della missione secondaria "In linea con l'assassino" giocherà con l'eroe al telefono, obbligandolo a rispondere alle sue chiamate perché altrimenti ucciderà uno dei suoi ostaggi. Doppiatore: Danny Jacobs (inglese), Claudio Beccari (Italiano).
- Clayface: "Interprete" del Joker sano assoldato da quest'ultimo per ingannare Batman sul suo stato di salute e aiutarlo nella conquista di Arkham City. Doppiatore: Rick D. Wasserman (inglese), Simone Savogin (Italiano).
- Enigmista: Edward Nigma (che compare fisicamente stavolta) sarà l'antagonista principale della missione secondaria "Rompicapo enigma", rapendo degli ostaggi (tra cui Aaron Cash e William North) e obbligando Il Cavaliere Oscuro a risolvere i suoi enigmi per farsi rivelare la loro posizione. Doppiatore: Wally Wingert (inglese), Daniele Demma (italiano).
- Deadshot: Antagonista della missione secondaria "Uno Sparo nel buio", ucciderà sottocommissione di Strange per eliminare persone che abbiano informazioni sensibili su Arkham City: nella sua lista figurano Jack Ryder, Bruce Wayne e Batman e farà un cameo a inizio gioco vestito da detenuto. Doppiatore: Chris Cox (Inglese), Gianni Gaude (italiano).
- Cappellaio Matto: Antagonista principale della missione secondaria "Una tazza di tè", tenterà di rendere Batman suo schiavo tramite ipnosi e allucinazioni (similmente allo Spaventapasseri). Doppiatore: Peter MacNicol (inglese), Riccardo Rovatti (italiano).
- Mr. Freeze: Boss obbligatorio durante la campagna principale; terminato lo scontro, chiederà aiuto a Batman per ritrovare la moglie rapita dagli uomini di Joker. Doppiatore: Maurice LaMarche (inglese), Gianni Quillico (italiano).
- Poison Ivy: Dott.ssa Pamela Lilian Isley, potrà essere incontrata solo durante la missione di Catwoman, la quale chiederà aiuto alla dottoressa per riuscire a scassinare la cassaforte di Strange. Doppiatrice: Tasia Valenza (inglese), Patrizia Scianca (italiano)
- Bane: Antagonista e improvvisato alleato della missione secondaria "Fragile alleanza", chiederà aiuto al Cavaliere Oscuro per distruggere i container contenenti il Titan disseminati per tutta Arkham City. Doppiatore: Fred Tatasciore (inglese), Luca Ghignone (italiano)
- Hush: Antagonista principale della missione secondaria "Furto D'Identità", lascerà dietro di sé scie di cadaveri per i suoi esperimenti chirurgici. Doppiatore: Kevin Conroy (inglese), Claudio Colombo (Italiano).
- Maschera Nera: Antagonista principale della campagna DLC "Maschera Nera", tenterà di fuggire da Arkham City e inoltre farà un cameo a inizio gioco nel quale tenterà di ribellarsi a due guardie. Dopodiché non si vedrà più per tutto il resto del gioco. Doppiatore: Nolan North (inglese), Ivo De Palma (italiano).
- Fratelli Abramovic: Due gemelli siamesi russi divisi chirurgicamente alla nascita chiamati Falce e Martello. Mancanti di un braccio, sono in possesso dell'arma da cui prendono il nome e assunti rispettivamente dal Pinguino e da Joker. Doppiatori: Fred Tatasciore (Martello) e Steve Blum (Falce) in inglese, Gianni Gaude (Martello), Claudio Moneta (Falce) in italiano.

Personaggi Secondari:
- Commissario Gordon: Farà un cameo a fine gioco e aiuterà Batman nell'espansione "La vendetta di Harley Quinn". Doppiatore: David Kaye (inglese), Mario Scarabelli (italiano).
- Aaron Cash: Ex guardia del manicomio di Arkham unitosi al team medico, sarà preso in ostaggio dagli uomini di Harley e dall'Enigmista. Doppiatore: Duane R. Shepard SR. (inglese), Giovanni Battezzato (italiano).
- Jack Ryder: Giornalista televisivo, salvabile nella missioni secondarie "Atti di Violenza" e "Uno Sparo nel buio" dai detenuti e poi da Deadshot. Doppiatore: James Horan (inglese), Luca Ghignone (italiano).
- Vicki Vale: Giornalista televisiva rivale di Ryder, Batman dovrà salvarla dai cecchini di Joker e si potrà ascoltare in una registrazione in "La vendetta di Harley Quinn". Doppiatrice: Grey DeLisle (inglese), Rosa Leo Servidio (italiano).
- Quincy Sharp: L'ormai divenuto sindaco di Gotham ed ex direttore del manicomio di Arkham, metterà Strange al controllo di Arkham City e verrà interrogato da Batman su quanto accaduto. Doppiatore: Tom Kane (inglese), Cesare Rasini (italiano).
- William North: Anche lui unitosi al team medico insieme a Cash, verrà preso in ostaggio dagli uomini di Harley e dall'Enigmista in una specie di variante mortale di "indovina il bicchiere con la pallina". Doppiatore: Roger Roose (inglese), Claudio Colombo (italiano).
- Azrael: Guerriero sconosciuto, agirà come mandante di una misteriosa profezia riguardante Batman nella missione secondaria "Osservatore tra le quinte". Doppiatore: Khary Payton (Inglese) Ivo De Palma (italiano).
- Killer Croc: Farà un cameo nelle fogne e nella mappa sfida "Iceberg Lounge" e, se scannerizzato, il suo collare risolverà un indovinello dell'Enigmista. Doppiatore: Steve Blum (inglese), Stefano Albertini (italiano).
- Scarface: Reperibile nel museo come "trofeo" del Pinguino, oltre ad apparire con un look diverso nel DLC "La vendetta di Harley Quinn".
- Uomo Calendario: Rinchiuso in una cella sotterranea al tribunale di Solomon Wayne. Doppiatore: Maurice LaMarche (inglese), Lorenzo Scattorin (italiano).
- Thomas e Martha Wayne: Il vicolo del loro omicidio, Crime Alley, si potrà raggiungere per porgere i propri omaggi e saranno un'allucinazione di Bruce a Wonder City. Doppiatrice di Martha Wayne: Tasia Valenza (inglese), Marcella Silvestri (italiano).
- Spaventapasseri: Seppur non apparendo fisicamente, Crane viene citato numerose volte nel gioco:
  - Si potrà entrare in una barca abbandonata contenente una vittima del suo gas;
  - Si potrà trovare la sua maschera risolvendo un indovinello dell'Enigmista;
  - Oracolo lo cita come uno dei possibili fattori della furia omicida di Bruce Wayne (in realtà Thomas Elliot);
  - Si potrà udire una voce che dice numeri che corrispondono a lettere (che formano frasi palesi del suo ritorno) se inserite precise coordinate sul sequenziatore criptografico.
- Nora Fries: Moglie di Freeze, sempre in stato criogenico, dovrà essere salvata da Batman nella missione secondaria "Cuore di Ghiaccio".

## Prequel a fumetti
Due storie prequel del videogioco sono stati pubblicati sotto forma di fumetti. La prima è Batman: Arkham City, fumetto in 5 uscite in digital delivery, scritto da Paul Dini (lo stesso autore della sceneggiatura del videogioco) e disegnato da Carlos D'Anda. La storia si svolge sei mesi dopo gli eventi di Batman: Arkham Asylum, e un anno prima di Batman: Arkham City. Sicuramente la più corposa ed utile tra le due opere in quanto più vasta e scritta dallo stesso autore del gioco.
Batman: Arkham Unhinged invece, è una serie di 12 mini-fumetti (circa 10 pagine ciascuno) pubblicati in digital delivery e scritti da Derek Fridolfs e disegnata da autori vari. Questa miniserie presenta 6 brevi storie che seguono direttamente gli eventi del gioco precedente e precedono di pochi giorni quelli del gioco.

## Promozione
(Tagline del videogioco)
Il gioco venne annunciato ufficialmente con un teaser trailer durante gli Spike Video Game Awards 2009,, mentre il 5 agosto 2010 venne rivelato il titolo ufficiale, Batman: Arkham City, e la pubblicazione viene indicata per l'autunno del 2011.
Vennero resi disponibili molti screenshot del gioco tra settembre. e ottobre, e l'11 dicembre successivo, durante gli Spike Video Game Awards 2010, venne distribuito il secondo trailer del gioco, con la presentazione del villain Hugo Strange.
Come già accaduto per Arkham Asylum, la DC Comics ha pubblicato una miniserie a fumetti sceneggiata da Paul Dini e disegnata da Carlos D'anda illustrante gli eventi occorsi tra il primo e il secondo episodio.
In seguito vengono presentati trailer e alcuni video di gameplay che rivelano la partecipazione di altri personaggi come Due Facce, Catwoman, l'Enigmista, il Pinguino, Solomon Grundy e Mr. Freeze.

## Accoglienza
Il videogioco ha ricevuto un ottimo riscontro di critica da parte di molte riviste e siti di videogiochi come Game Informer e GameSpot. Su uno dei più importanti siti di meta-recensione, Metacritic, ha ricevuto per PlayStation 3 il punteggio di 100/100 su una media di 40 recensioni, per Xbox 360 98/100 su una media di 84 recensioni, quella per PC 96/100.
La rivista Play Generation diede alla versione per PlayStation 3 un punteggio di 99/100, apprezzando la trama e l'atmosfera fantastiche, i combattimenti appaganti e la colonna sonora epica e come contro la presenza di qualche volto poco curato, la modalità Detective "invadente" e qualche caricamento lunghetto, concludendo che migliorare un gioco già ottimo in partenza non era affatto facile, ma Rocksteady ci era riuscita, rendendolo un capolavoro imperdibile. Nel 2014, la rivista Empire ha messo Batman: Arkham City al 12º posto nella lista dei 100 migliori videogiochi della storia. Nel 2018, IGN posiziona Batman: Arkham City al 54º posto nella lista dei 100 migliori videogiochi della storia.

### Riconoscimenti
- Game Informer's Best Of E3 2011: Best Adventure Game[43]
- GameTrailers Best of E3 2011: Best Action/Adventure Game[44]
- GamingExcellence's Best of E3 2011: Best Action Adventure Game[45]
- Spike Video Game Awards: Best Action Adventure Game, Best Adapted Video Game, Best Xbox 360 Game, Character of the Year (Joker)[46]
- Metacritic: Game of the Year[47]
- Telegraph Video Game Awards 2011: Game of the Year, Best Original Score[48]
- IGN: Best PC Action Game, People Choice Award - Best Xbox 360 Action Game, People Choice Award - Best Xbox 360 Story, Best Action Game[49][50][51][52]
- Machinima: Best Animation[53]
- GameSpot's Best of 2011 Awards: Best Action/Adventure Game[54]
- Academy of Interactive Arts & Sciences (AIAS): Adventure Game of the Year[55]
- Yahoo! Games: Best Action/Adventure Game, Best Overall Game[56][57]
- GameTrailers.com: Best Xbox 360 Game of the Year, Best PC Game of 2011, Best Action/Adventure game[58][59][60]
- CNET: Game of the Year[61]
- Game Rant: Best Action/Adventure Game, Best Story[62]
- National Academy of Video Game Trade Reviewers: Control Design, Lighting/Texturing[63]
- Satellite Award: Outstanding Action/Adventure Game[64]
- X-Play: Best Action/Adventure Game, Best Art Design[65]
- BTVA Voice Acting Awards: Best Male Vocal Performance in a Video Game (Mark Hamill), Best Vocal Ensemble in a Video Game[66]
- British Academy Video Games Awards: Action game, Performer (Mark Hamill)[67]
- Golden Joystick Awards: Best Action-Adventure[68]
- Writers' Guild of Great Britain: Best Videogame Script[69]
- Develop Awards: Use of a Licence[70]
- International 3D & Advanced Imaging Society's Creative Arts Awards: 3D Videogame - PC[71]
- Diehard GameFAN’s 2011 Video Game Awards: Best Action Game, Game of the Year[72]
- Official Xbox Magazine 2011 Game of the Year Awards: Best Action-Adventure Game[73]
- GamerFitNation: Game of the Year[74]
- Eurogamer IT: Xbox 360 Game of the Year, Developer of the Year (Rocksteady Studios), Game of the Year[75]
- Everyeye.it: Best Action/Adventure[76]
- Times Live: Game of the Year[77]
- Stuff: Game of the Year[78]
- E! Online: Game of the Year[79]
- PressFire.no: Best Action/Adventure Game[80]
- Just Push Start: Best Action/Adventure Game[81]
- Game20.gr: Game of the Year[82]
- GamerSushi: Game of the Year[83]
- ComicBooked.com: Best Video Game[84]
- GameDynamo: Game of the Year[85]
- OMGN: Best Action/Adventure Game, Game of the Year[86]
- Gameswelt: Game of the Year[87]
- Nerd Reactor: Best Action/Adventure Game, Best Single-Player Campaign, Game of the Year[88]
- GamerLive: Game of the Year[89]
- Next Gen Base: Game of the Year[90]
- Global Grind: Game of the Year[91]
- Pulcinella awards: Best Interactive Animation[92]
- VideoGamer.com: Top PS3 Action Game of 2011, Top Xbox 360 Action Game of 2011, Top PC Action Game of 2011, Top PS3 Game of 2011, Top Xbox 360 Game of 2011, Top PC Game of 2011, Top Wii U Game of 2011, Top Wii U Action Game of 2011[93][94][95][96][97][98][99][100]
- PlayStation Bit Awards: Studio of the Year (Rocksteady Studios), Best Action-Adventure Game[101]
- HollywoodJesus.com: Best Art Design, Best Story[102]
- 5th Annual Cody Awards: Best Licensed Game[103]
- Stan Lee Awards: Best Game[104]
- Digital Dragons Awards: European Game of the Year[105]
- Strategy Informer's Game of the Year 2011: Best Action/Adventure Game[106]
- Softpedia GOTY 2011: Best Action/Adventure Game[107]
- WhatCulture's 2011 Game of the Year: Game of the Year[108]

## DLC
L'uscita di Batman: Arkham City è stata seguita dall'uscita di svariati DLC che aggiungono personaggi quali Robin, Catwoman e Nightwing al roster di personaggi giocabili in modalità "Sfide dell'Enigmista", più altri che permettono di selezionare nuove skins per il personaggio di Batman.
- Pacchetto Catwoman: contiene la possibilità di giocare con Catwoman nelle sfide, e, in alcune parti della storia, con due costumi alternativi. È disponibile gratis in tutti i giochi acquistati nuovi.
- Pacchetto Nightwing: aggiunge la possibilità di giocare con Nightwing nelle sfide. Sono incluse anche due sfide che compongono la campagna "Wayne Manor" e un costume alternativo.
- Pacchetto Robin: aggiunge la possibilità di giocare con Robin nelle sfide. Sono incluse anche due sfide che compongono la campagna "Maschera Nera" e due costumi alternativi.
- Pacchetto costumi: Contiene tutti i costumi alternativi di Batman.
- Pacchetto Arkham: include tutti i tre pacchetti precedenti.
- Pacchetto Sfide: include tre nuove mappe sfide speciali in luoghi inediti: "Iceberg Lounge", "Carnevale di Joker" e "Batcaverna".
- La vendetta di Harley Quinn: contiene l'episodio extra della storia. Robin sarà giocabile a metà di questo DLC, ma non sarà comunque giocabile nella modalità sfida, se prima non si sarà acquistato il suo pacchetto. L'episodio è giocabile separatamente dal gioco normale e l'azione si svolge in una zona ristretta di Arkham City.

## Edizioni

### Standard
Comprende solamente il disco di gioco con il manuale, e la copertina varia a seconda della console.

### Edizione Da Collezione
Anche questa edizione, compresa la standard, include, oltre al gioco:
- Una statuetta di Batman prodotta dalla Kotobukiya.
- Un artbook da collezione.
- Accesso immediato alla mappa Iceberg Lounge e alla skin Il ritorno del Cavaliere Oscuro.
- La colonna sonora originale prodotta dalla Watertower Music. Le tracce sono scaricabili in formato digitale.
- Il film d'animazione Batman - Il cavaliere di Gotham.

### Game of the Year Edition
Il 23 aprile 2012 viene annunciata l'edizione Game of the Year Edition. Questa versione del gioco include tutti e cinque i DLC già pubblicati, più uno inedito, ovvero Harley Quinn's Revenge, che aggiunge più di due ore al gameplay originale ed è dedicato al personaggio di Harley Quinn. Batman: Arkham City Game of the Year Edition include anche sette mappe, tre personaggi giocabili e 12 skins in più rispetto alla release originale. Questa edizione del gioco è stata pubblicata il 7 settembre 2012 per Microsoft Windows. La versione per macOS, sviluppata da Feral Interactive, è stata pubblicata il 13 dicembre 2012.

### Armored Edition
Sviluppata da Warner Bros. Games: Montréal; una versione esclusiva per Wii U include tutti i contenuti dell'edizione GOTY. Questa aggiunge nuove tecniche di gameplay che implicano l'utilizzo del Wii U Gamepad. Tra queste, una delle più grandi è l'introduzione della Modalità B.A.T. che permette a Batman e Catwoman, che indossano nuove tute corazzate, di raccogliere l'energia cinetica dei loro pugni, e, una volta riempito l'indicatore possono sprigionare l'energia accumulata causando più danni.

### Comic Edition
Il 25 agosto 2022 la catena di videogiochi Gamestop ha pubblicato in esclusiva un'edizione speciale di Arkham City, comprendente, oltre al videogioco edizione Game of the Year, il fumetto Arkham City e un poster da collezione.

## Colonna sonora
Il 14 ottobre 2012 viene pubblicata la colonna sonora del videogioco, con la partecipazione di diversi artisti, quali The Raveonettes, Serj Tankian e Panic! at the Disco, mentre quattro giorni dopo è stata pubblicata la colonna sonora comprendenti le composizioni presenti nel videogioco.

### Tracce
1. Panic! at the Disco – Mercenary – 2:39 (Brendon Urie, Spencer Smith)
2. Coheed and Cambria – Deranged – 4:26 (Claudio Sanchez)
3. The Duke Spirit – Creature – 2:32 (Toby Butler, Liela Moss)
4. Black Rebel Motorcycle Club – Shadow on the Run – 4:48 (Black Rebel Motorcycle Club)
5. Blaqk Audio – Afterdark – 4:26 (Blaqk Audio)
6. The Raveonettes – Oh, Stranger – 3:19 (The Raveonettes)
7. Crosses – The Years – 4:01 (Chino Moreno, Shaun Lopez e Chuck Doom)
8. The Damned Things – Trophy Widow – 3:45 (Joe Trohman, Keith Buckley, Rob Caggiano)
9. Daughtry – Drown in You – 4:22 (Chris Daughtry, Marti Frederiksen)
10. The Boxer Rebellion – Losing You – 3:34 (Adam Harrison, Piers Hewitt, Todd Howe, Nathan Nicholson)
11. Serj Tankian – Total Paranoia – 2:54 (testo: Steven Sater – musica: Serj Tankian)

## Batman: Return to Arkham
Il 21 ottobre 2016 è stato distribuito Batman: Return to Arkham contenente anche le versioni rimasterizzate per PlayStation 4 e Xbox One di Batman: Arkham Asylum e Batman: Arkham City. La pubblicazione era originariamente prevista per il 26 luglio 2016, ma poi è stata posticipata per permettere a Rocksteady Studios di lavorare più accuratamente al progetto.

## Sequel
Il 4 marzo 2014 viene annunciato ufficialmente Batman: Arkham Knight. Il gioco verrà sviluppato nuovamente da Rocksteady Studios e seguirà gli eventi di Batman: Arkham City. L'uscita è avvenuta il 23 giugno 2015 per le piattaforme PlayStation 4, Xbox One e Microsoft Windows.

## Batman: Arkham City Lockdown
Batman: Arkham City Lockdown è un videogioco sviluppato da NetherRealm Studios e pubblicato dalla Warner Bros. Interactive Entertainment per i sistemi iOS e Android il 7 dicembre 2011. Si tratta di un prequel alternativo di Batman: Arkham City, dove il giocatore, impersonando sempre Batman, dovrà affrontare i criminali di Gotham in brevi scontri uno contro uno con movimenti touchscreen. Tra gli avversari vi figurano Joker, Due Facce, Solomon Grundy (con aspetti leggermente differenti dal videogame principale) e, in esclusiva, Deathstroke. Sconfiggendo i nemici si guadagnano punti che possono essere utilizzati per aggiornare i potenziamenti dell'eroe o sbloccare gadget e costumi. Il gioco offre l'integrazione con Game Center. In seguito il gioco è stato aggiornato e il cavaliere oscuro affronterà anche Harley Quinn e Poison Ivy, entrambe supportate da "protettori": il signor Martello e Robin, quest'ultimo sotto ipnosi. Inoltre i fan fanno notare la presenza di Kano, personaggio della serie di videogiochi Mortal Kombat.